# Michael Collins (Politiker, 1940)
Michael J. Collins (* 21. Mai 1940 in Abbeyfeale, County Limerick, Irland; † 3. Dezember 2022 im County Limerick) war ein irischer Politiker der Fianna Fáil. Er war von 1997 bis 2007 Teachta Dála (Abgeordneter) im Dáil Éireann, dem irischen Unterhaus.

## Leben
Michael Collins wurde 1940 als Sohn von Margaret und James Collins in Abbeyfeale geboren. Er war lange Zeit Mitglied des Limerick County Council. Collins trat 1997 bei den Wahlen zum Dáil Éireann im Wahlkreis Limerick West für die Fianna Fáil an und wurde gewählt. Diesen Erfolg konnte er bei den Wahlen 2002 wiederholen. Er trat 2003 aus der Fianna Fáil aus. 2007 trat er aus gesundheitlichen Gründen nicht mehr zur Wahl an. 
2003 wurde bekannt, dass er durch Offshore-Konten 130.000 Euro an Steuern hinterzogen hatte. Er wurde zu einer zwölfmonatigen Bewährungsstrafe verurteilt. 
Michael J. Collins ist mit Una verheiratet und hat mit ihr drei Kinder.